# Пісковатка (Дубовський район)
Пісковатка (рос. Песковатка) — село у Дубовському районі Волгоградської області Російської Федерації.
Населення становить 1327  осіб. Входить до складу муніципального утворення Пісковатське сільське поселення.

## Історія
Село розташоване у межах українського історичного та культурного регіону Жовтий Клин.
Згідно із законом від 14 березня 2005 року № 1026-ОД органом місцевого самоврядування є Пісковатське сільське поселення.

## Населення
| 1857  | 1860  | 1882  | 1894  | 2010  | 2012  | 2013  |
| ----- | ----- | ----- | ----- | ----- | ----- | ----- |
| 2605  | ↘2510 | ↘2408 | ↗2455 | ↘1289 | ↘1279 | ↘1268 |
| 2014  | 2015  | 2016  | 2017  |       |       |       |
| ↗1300 | ↗1303 | ↗1324 | ↗1327 |       |       |       |